# Diktatur (roman)
Diktatur är en roman av B. Traven, utgiven 1935. Tyskspråkiga originalets titel är Regierung. Arne Holmström översatte romanen till svenska 1956. Romanen är den andra i "Djungel-serien", om de indianska mexikanerna under president Porfirio Diaz hårda regim. Direkt efter denna roman följde Marschen till Caobans rike.

## Handling
Romanen skildrar hur den ständigt panke och otursförföljde don Gabriel får chansen att bli styresman i en liten indiansk by. De lokala indianerna är ofta motsträviga och gör lite som de vill och don Gabriel får gå försiktigt fram för att inte provocera fram oroligheter. Efterhand finner han dock mer och mer lukrativa metoder att berika sig. Romanen kommenterar med dyster ironi indianernas rättslösa ställning under regimen.